# Olasz Kommunista Párt
Az Olasz Kommunista Párt (olaszul: Partito Comunista Italiano, rövidítése: PCI) egy 1921-ben alapított és 70 évnyi működést követően 1991-ben feloszlatott olasz baloldali, kommunista párt volt.
A Kommunista Internacionálé tagjaként 1921-től 1943-ig Olaszország Kommunista Pártja (PCd'I) néven működött.
A párt 1991-es feloszlatása után alakult két pártot tekintenek utódpártjának: a Baloldali Demokratikus Pártot (PDS), valamint a Kommunista Újraalapítás Pártját (Kommunista Újjászerveződés Pártja).

## Története

### Kezdeti idők és a második világháború (1921–1945)
A pártot 1921-ben alapították Olaszország Kommunista Pártja néven, és még abban az évben a választáson 4,6%-os eredménnyel, 15 mandátumot szerzett a Képviselőházban. Belpolitikai téren eleinte az olasz baloldal peremén helyezkedett el az Olasz Szocialista Párt mellett kisebb szereppel. Nemzetközi szinten a Kommunista Internacionálé tagja volt.  1926-ban Mussoliniék törvényen kívüli szervezetté nyilvánították a kommunista pártot. A fasizmus alatt a párt illegálisan, földalatti mozgalomként működött. A párt első éveinek vezetője Antonio Gramsci volt. Miután Gramscit letartóztatták, a párt vezetője Palmiro Togliatti lett.

### Háború után és az 1950-es évek
A párt az Intenacionálé megszüntetése után Olasz Kommunista Párt néven működött tovább. A párt a második világháború alatt főszereplője lett az Olasz Ellenállási Mozgalomnak. A partizánjaikkal együtt harcoltak a német megszállás és a fasizmus ellen. Togliatti megállapodott III. Viktor Emánuel olasz királlyal hogy a felszabadulás után az alkotmányozó kormánykoalíció tagja lesz.
Palmiro Togliattival megvalósult egy jelentős együttműködés a kereszténydemokrata, a szocialista és a liberális erőkkel, amivel 1948-ra elkészítették az új alkotmányt és az ország államformája köztársaság lett.
1947-ben Alcide De Gasperi vezetésével új kormány jött létre, amiben úgy döntöttek, hogy az Amerika-barát politikát folytatva koalícióra lépnek a baloldallal, azonban a kommunisták erre nem voltak hajlandóak. Ideológiailag a Szovjetunióhoz kötődtek egészen az 1970-es évek végéig.
A párt életében első komoly törést az 1956-os forradalom megítélése okozta. A párt vezetése, élükön Palmiro Togliattival és Giorgio Napolitanóval, a budapesti eseményeket ellenforradalomnak mínősítette a L'Unitá nevű párt újságukban. A párthoz közel álló CGIL szakszervezeti szövetség vezetője Giuseppe Di Vittorio ellenezte ezt a megállapítást, hasonlóképp tett Pietro Nenni az Olasz Szocialista Párt főtitkára.

### Eurokommunizmus
A párt hagyományosan szovjetbarát politikája Togliatti után már Luigi Longo vezetése alatt kezdett megváltozni. Tanulva az 1956-os forradalom hibás megítéléséből, az 1968-as prágai tavaszt a párt teljesen elutasította és elítélte a Szovjetunió politikáját. A párton belül egyre többen lettek azon támogatók, akik szerint az Olasz Kommunista Pártnak a sajátos, olasz utat kellene járnia a szovjet modell helyett. A másik fordulatot az 1973-as chilei katonai puccs hozta, amikor Salvandor Allendét puccsal eltávolították és Augusto Pinochet került hatalomra. Ez az esemény azt igazolta Berlinguer számára, hogy egy marxista elveket valló párt nem kormányozhat egy demokratikus országban, anélkül hogy ne kössön koalíciót mérsékeltebb erőkkel is.
A párt főtitkárának 1972-ben Enrico Berlinguert választották meg, aki tovább vitte a megújulást: egyre fontosabbá váltak a demokratikus értékek teljes elfogadása. A cél az volt, hogy a baloldali laikus szavazók, illetve a DC baloldali szárnyát is megszólítsák. 1977-ben megkötötte a "történelmi kompromisszumot" (olaszul: compromesso storico) a kereszténydemokratákkal, így létrejött az eurokommunizmus, amely elutasította a Szovjetunió politikáját.
A párt Berlinguer vezetése alatt érte el a legnagyobb támogatottságát, 1976-os választáson 34,4%-ot értek el 12,6 millió szavazattal.  Berlinguer felvette a kapcsolatot Georges Marchais az FKP és Santiago Carrillo a Spanyol Kommunista Párt főtitkáraival.

### Szakítás a Szovjetunióval
1980-ban az Olasz Kommunista Párt hivatalosan is elítélte a Szovjetunió afganisztáni bevonulását. Ezt követően Moszkva Rómába küldte Georges Marchais-t, a Francia Kommunista Párt elnökét, hogy győzze meg Berlinguert, de nem járt eredménnyel.

### Megszűnés
Berlinguer 1984-es halála után Alessandro Natta lett a párt új főtitkára, aki elsősorban az SZKP-val való rossz viszonyon szeretett volna javítani. 1988-ban leváltották és helyére Acchile Occhetto került.
1989 után a berlini fal leomlása után és a keleti blokk országaiban végbemenő rendszerváltások és a Szovjetunió gyengülése komoly változást hozták a Kommunista Párt életébe. Occhetto 1991-ben Bolognában a párt kongresszusán tartott beszédében kiemelte, hogy a megváltozott viszonyok között az eurokommunizmus korszaka véget ért. A tagság jelentős része támogatta a párt megszüntetését és hogy a helyébe jöjjön létre a Baloldali Demokratikus Párt (PDS).

## Társadalmi bázisa
A párt hagyományosan Emilia-Romagna, Toszkána, Umbria, Marche és Liguria régiókban volt népszerű emellett az észak-olasz iparvárosokban, mint Torino vagy Genova.
Városi szinten Olaszországban Bologna számított a kommunisták fellegvárának: 1945 óta végig kommunista párti vezetésű volt a város. Ehhez hozzájárult, hogy a párt helyi szervezete sikeresen kezelte a városi iskolaétkeztetési, ápolási, idősellátási és lakhatási kérdéseket.

## Választási eredmények

### Képviselőház
| Képviselőház    |                                   |                          |                             |     |                   |
| Választási évek | # a helyezés a szavazatok alapján | % a szavazatok arányában | Az elnyert mandátumok száma | +/– | Vezető neve       |
| 1921            | 304,719 (#7)                      | 4.6                      | 15 / 535                    | –   | Amedeo Bordiga    |
| 1924            | 268,191 (#5)                      | 3.7                      | 19 / 535                    | 4   | Antonio Gramsci   |
| 1929            | betiltva                          | –                        | 0 / 535                     | 19  | Palmiro Togliatti |
| 1934            | betiltva                          | –                        | 0 / 535                     | –   | Palmiro Togliatti |
| 1946            | 4,356,686 (#3)                    | 18.9                     | 104 / 556                   | 104 | Palmiro Togliatti |
| 1948            | 8,136,637 (#2)                    | 31.0                     | 130 / 574                   | 26  | Palmiro Togliatti |
| 1953            | 6,120,809 (#2)                    | 22.6                     | 143 / 590                   | 13  | Palmiro Togliatti |
| 1958            | 6,704,454 (#2)                    | 22.7                     | 140 / 596                   | 3   | Palmiro Togliatti |
| 1963            | 7,767,601 (#2)                    | 25.3                     | 166 / 630                   | 26  | Palmiro Togliatti |
| 1968            | 8,557,404 (#2)                    | 26.9                     | 177 / 630                   | 11  | Luigi Longo       |
| 1972            | 9,072,454 (#2)                    | 27.1                     | 179 / 630                   | 2   | Enrico Berlinguer |
| 1976            | 12,622,728 (#2)                   | 34.4                     | 228 / 630                   | 49  | Enrico Berlinguer |
| 1979            | 11,139,231 (#2)                   | 30.4                     | 201 / 630                   | 27  | Enrico Berlinguer |
| 1983            | 11,032,318 (#2)                   | 29.9                     | 198 / 630                   | 3   | Enrico Berlinguer |
| 1987            | 10,254,591 (#2)                   | 26.6                     | 177 / 630                   | 24  | Alessandro Natta  |

## Fordítás
- Ez a szócikk részben vagy egészben  a   Partito Comunista Italiano című olasz Wikipédia-szócikk ezen változatának fordításán alapul.  Az eredeti cikk szerkesztőit annak laptörténete sorolja fel. Ez a jelzés csupán a megfogalmazás eredetét és a szerzői jogokat jelzi, nem szolgál a cikkben szereplő információk forrásmegjelöléseként.